# Saba Azad
Pour les articles homonymes, voir Azad.
Saba Azad, nom de scène de Saba Singh Grewal (née le 1er novembre 1990 à Delhi) est une actrice et chanteuse indienne.

## Biographie
Azad a un père punjabi, sikh, et une mère cachemirienne, musulmane, non pratiquants. Elle est la nièce du dramaturge Safdar Hashmi (1954-1989). Elle choisit comme nom de scène le nom de sa grand-mère maternelle.
Née dans une famille de comédiens, Azad joue avec la compagnie de théâtre Jana Natya Manch de Safdar Hashmi dans ses productions scéniques dès son plus jeune âge, elle travailla ainsi avec Habib Tanvir, MK Raina, GP Deshpande et NK Sharma. Elle se forme à des formes de danse comme l'odissi, le ballet classique, le jazz, la latine ainsi que des formes de danse contemporaine. Voyageant avec son maître Kiran Segal, elle se produit à l'intérieur et à l'extérieur du pays, notamment en Angleterre, au Canada et au Népal.

## Vie privée
Elle fut la compagne d'Imaad Shah de 2013 à 2020.
En janvier 2023, elle révèle qu'elle est la compagne de l'acteur Hrithik Roshan depuis un an.

## Carrière
Son passage au cinéma commence après ses études lorsqu'elle décroche un rôle principal dans un court métrage Guroor du réalisateur Ishaan Nair, réalisé en 2008, qui est présenté dans des festivals à New York et à Florence.
Elle fait ses débuts à Bollywood en 2008 avec Dil Kabaddi d'Anil Senior. Elle apparaît dans un rôle principal dans Mujhse Fraaandship Karoge, film sorti en 2011.
Azad se consacre à une carrière de chanteuse sous le nom de Mink en étant la moitié du groupe électronique Madboy Mink qu'elle fonde avec l'acteur et musicien Imaad Shah en 2012.
Azad crée sa propre compagnie de théâtre The Skins en 2010 et met en scène sa première pièce Lovepuke qui inaugure le théâtre expérimental du Centre national indien du spectacle vivant en septembre 2010.
Azad déménage de Delhi à Mumbai et joue dans une pièce à deux dirigée par Makarand Deshpande mise en scène au théâtre Prithvi.
Elle figure dans des publicités pour Cadbury, Pond's, Maggi, Tata Sky, Google, Kit Kat, Vodafone, Sunsilk, Nescafé, Bharti Airtel ainsi que des campagnes d'affichage pour Clean & Clear, Westside and Amway et bien d'autres.

## Filmographie
Cinéma
- 2008 : Dil Kabaddi
- 2011 : Mujhse Fraaandship Karoge
- 2020 : Home Stories

Séries télévisées
- 2016 : Ladies room (6 épisodes)
- 2021 : Comme une étincelle
- 2022 : Rocket Boys